# Rockstar Vienna
Rockstar Productions GmbH (nom comercial: Rockstar Vienna; anteriorment Neo Software Produktions GmbH) fou una desenvolupadora de videojocs a Viena, filial de Rockstar Games. Peter Baustädter, Niki Laber i Hannes Seifert van fundar l'estudi com a Neo Software el gener de 1993 quan s'acostaven a la finalització de Whale's Voyage. El joc va portar a Neo Software a un èxit primerenc, igual que The Clue! de 1994, que va vendre més d'un milió de còpies, i va permetre a la companyia traslladar-se de la casa de Seifert a Hirtenberg a Viena. Després que Alien Nations de Neo Software vengués més d'un milió de còpies el 1999, Computec Media va adquirir una participació majoritària a l'empresa, buscant-la per produir jocs en línia. Després es va vendre l'estudi i altres negocis a Gameplay.com el febrer de 2000, que va vendre Neo Software a Take-Two Interactive el gener de 2001 a canvi d'una filial de Take-Two que havia obtingut Gameplay.com abans.
Com a part de Take-Two, Neo Software va desenvolupar ports, començant per portar Max Payne a l'Xbox. L'estudi va passar a formar part del segell Rockstar Games de Take-Two el gener de 2003 com a Rockstar Vienna, portant el segell Max Payne 2: The Fall of Max Payne, Grand Theft Auto III, i Grand Theft Auto: Vice City a les consoles. L'estudi va treballar amb Manhunt 2 des de gener de 2004 fins al maig de 2006, quan l'empresa es va tancar bruscament amb una reducció de costos. En aquell moment, Rockstar Vienna s'havia convertit en el desenvolupador més gran d'Àustria i la seva desaparició va deixar 110 persones sense feina. Manhunt 2 es va completar a Rockstar London, ometent de manera controvertida tots els crèdits de Rockstar Vienna quan es va estrenar.

## Història

### Primers anys (1993–1999)
Rockstar Vienna va ser fundada com a Neo Software per Peter Baustädter, Niki Laber i Hannes Seifert. Laber i Seifert s'havien conegut com a autònoms en una escola d'informàtica, on ràpidament van decidir treballar en videojocs. El joc de 1989 de Seifert Der verlassene Planet va ser el primer videojoc comercial llançat d'Àustria. Després de cinc anys de treball independent a la indústria dels videojocs, Baustädter, Laber i Seifert estaven a punt de finalitzar Whale's Voyage. Mentre es reunien en un cafè prop de l'estació de tren de Wien Westbahnhof, van decidir crear una empresa i, en conseqüència, van establir Neo Software el 4 de gener de 1993. Les seves oficines es van instal·lar a la casa de Seifert a Hirtenberg, un petit poble al sud de Viena, la capital austríaca. Laber i Seifert es van convertir en els directors generals conjunts. Whale's Voyage va ser llançat com el primer joc de la companyia el febrer de 1993 per Flair Software. L'èxit del joc va permetre a Neo Software començar a traslladar-se al Business Park de Viena més cèntric el 1994, cosa que va facilitar la contractació d'empleats internacionals. The Clue!, llançat més tard aquell any, es va convertir en el primer joc de la companyia a vendre més d'un milió de còpies, accelerant la reubicació.
Durant els dos anys següents, Neo Software va treballar en Prototype, Dark Universe, Whale's Voyage II, i Cedric (tots publicats el 1995), així com Mutation of J.B., Spherical Worlds, Black Viper, i Fightin' Spirit (tots el 1996). Durant el 1996, l'empresa va interrompre les seves activitats editorials i va establir una branca de consultoria, Neo Consulting. El 1997, Baustädter havia deixat l'empresa per a Digital Domain mentre continuava sent un accionista. Mentre es desenvolupava Rent-a-Hero el 1997, el primer any de Neo Software sense llançament, la companyia va patir canvis estructurals per millorar les seves capacitats de desenvolupament i va enfortir les relacions amb els editors per a futures versions. Rent-a-Hero es va estrenar el 1998. Neo Software va treballar amb la naixent empresa austríaca JoWooD per llançar Alien Nations el 1999, que va vendre més d'un milió de còpies.

### Adquisicions i tancament (1999–2006)
Computec Media, una empresa de mitjans alemanya que produïa revistes i jocs en línia, va anunciar l'1 de juny de 1999 que havia acceptat comprar una participació majoritària del 51% de Neo Software, citant l'èxit de Rent-a-Hero i Alien Nations com a motiu de l'adquisició. L'acord s'havia de tancar a finals d'any, amb l'estudi per rebre accions per valor de 2 milions de marc de l'estoc de Computec Media. La companyia esperava que Neo Software i els seus onze empleats desenvolupin dos jocs en línia i generessin 7 milions de marcs en ingressos cada any. No obstant això, va procedir a vendre Neo Software, juntament amb altres tres filials, a Gameplay.com el febrer de 2000 per una combinació de 11,8 milions de lliures en efectiu i 35,8 milions en accions a Gameplay.com. Sota el seu nou propietari, Neo Software havia començat a treballar en el spin-off de Sid Meier's Pirates! Online Pirates (o Pirates! Online) al setembre d'aquell any. A l'octubre, Gameplay.com va adquirir la filial de Take-Two Interactive, Toga Holdings (la matriu del desenvolupador Pixel Broadband Studios). A més de pagar en efectiu i accions, Gameplay.com va signar un "acord d'explotació conjunta" que va permetre a Take-Two comprar Neo Software. La valoració de l'estudi de 17,3 milions de dòlars va ser prepagat en aquesta transacció. Take-Two va completar la seva adquisició de Neo Software el 31 de gener de 2001, pagant oficialment 1 lliura, mentre assumia 808.000 dòlars en passiu. La nova empresa matriu preveia que l'estudi actuaria com a estudi de localització per a l'idioma alemany, a més de desenvolupar jocs.
Més tard, el 2001, JoWooD va publicar la seqüela de Neo Software The Clue!, The Sting!. Com a part de Take-Two, Neo Software va desenvolupar el port Xbox de Max Payne, que va ser llançat el desembre de 2001. Online Pirates encara estava en desenvolupament a finals de 2002. Aleshores, Seifert va comentar que Neo Software, que ara tenia quaranta empleats, veia els jocs en línia com un "mercat del futur". No obstant això, va lamentar que la manca de connexions de banda ampla generalitzada a les llars de l'època feia inviables jocs com Online Pirates com a productes de mercat massiu. En el desè aniversari de Neo Software el gener de 2003, Take-Two va traslladar l'estudi al segell Rockstar Games, reanomenant-lo Rockstar Vienna. En conseqüència, l'entitat jurídica, Neo Software Produktions GmbH, va ser rebatejada Rockstar Productions GmbH. L'estudi va continuar desenvolupant ports, aportant Max Payne 2: The Fall of Max Payne a la Xbox i PlayStation 2, així com Grand Theft Auto III i Grand Theft Auto: Vice City a la Xbox.
El gener de 2004, Rockstar Vienna va començar a treballar en el que seria Manhunt 2, la seqüela de Manhunt del 2003. El matí de l'11 de maig de 2006, Take-Two va tancar les instal·lacions de Rockstar Vienna i va acomiadar tots els empleats sense previ avís. En una publicació al blog, el dissenyador de Rockstar Vienna Jurie Horneman va descriure com va arribar a l'estudi per treballar, només per ser rebutjat pels guàrdies de seguretat. Amb 110 empleats abans del tancament, Rockstar Vienna havia estat el desenvolupador de videojocs més gran d'Àustria. La mudança es va descriure com un exercici de reducció de costos: Rockstar Games tenia massa estudis i les seves despeses eren massa altes, i la decisió de tancar Rockstar Vienna es va facilitar perquè era el seu únic estudi en un entorn que no parlava anglès. Rockstar Games va declarar que als empleats se'ls "oferien indemnitzacions d'acord amb la llei austríaca, així com altres oportunitats laborals dins de Take-Two i Rockstar Games quan fos possible.". Més tard, Laber va descriure el tancament com a "completament just", i va assenyalar que la indemnització d'acomiadament superava amb escreix el mínim legal.
El desenvolupament de Manhunt 2 es va traslladar a Rockstar London i el joc es va llançar l'octubre de 2007. Després del llançament, Horneman, que havia estat productor del joc mentre estava a Rockstar Vienna, es va adonar que els crèdits del joc no tenien tots els noms dels empleats de Rockstar Vienna que havien treballat en el joc abans del tancament de l'estudi. En una publicació al bloc que enumera els 89 crèdits que falten, va afirmar que "la majoria del treball que vam fer a Rockstar Vienna es troba en el joc llançat. Reorganitzat i modificat, però hi és." Va afegir que estava "decebut i indignat que Rockstar Games intenti fingir que Rockstar Vienna i el treball que vam fer a Manhunt 2 mai va passar, el treball de més de 50 persones, que van dedicar anys de la seva vida al projecte, intentant fer el millor joc possible".

### Llegat
La desaparició de Rockstar Vienna va provocar la creació de molts estudis més petits a la zona de Viena. Seifert, Laber i Jürgen Goeldner van establir l'estudi Games That Matter, que van anunciar el gener de 2007. A finals d'aquell mes, l'estudi estava format principalment per l'antic personal de Rockstar Vienna. Koch Media va comprar l'estudi l'agost de 2007 i el va incorporar al segell Deep Silver com a Deep Silver Vienna. Va ser la primera adquisició per part de Koch Media d'un estudi de desenvolupament. El primer joc de Deep Silver Vienna va ser Cursed Mountain, desenvolupat en associació amb Sproing Interactive i llançat per a la Wii el 2009. Laber va abandonar l'estudi el desembre de 2009 i Seifert va anunciar la seva intenció de deixar l'empresa el 31 de gener de 2010. Koch Media va dissoldre Deep Silver Vienna el 31 de gener de 2010 i va acomiadar els seus vint empleats, al·legant que era necessari concentrar les seves operacions a la seva seu de Múnic davant la "situació econòmica global". El projecte que tenia en desenvolupament en aquell moment, Ride to Hell, va ser lliurat a Eutechnyx. Més tard, Seifert va actuar com a cap d'estudi per a IO Interactive des del 2010 fins al febrer del 2017, mentre que Laber es va unir a l'empresa vienesa del joc de xarxes socials Socialspiel, prèviament fundada per l'antic personal de Rockstar Vienna i Deep Silver Vienna, l'agost de 2012.

## Jocs desenvolupats

### Com a Neo Software
| Any  | Títol             | Plataforma(es)            | Distribuïdor(s)        | Notes                                               |
| ---- | ----------------- | ------------------------- | ---------------------- | --------------------------------------------------- |
| 1993 | Whale's Voyage    | Amiga, Amiga CD32, MS-DOS | Flair Software         |                                                     |
| 1994 | The Clue!         | Amiga, Amiga CD32, MS-DOS | Kompart UK, Max Design | Desenvolupat conjuntament amb And Avoid Panic per   |
| 1995 | Prototype         | MS-DOS                    | Max Design             | Desenvolupat conjuntament amb Surprise! Productions |
| 1995 | Dark Universe     | MS-DOS                    | Max Design             | Desenvolupat conjuntament amb Martin                |
| 1995 | Whale's Voyage II | Amiga, Amiga CD32, MS-DOS | Neo Software           |                                                     |
| 1995 | Cedric            | Amiga                     | Neo Software           | Desenvolupat conjuntament amb Alcatraz              |
| 1996 | Mutation of J.B.  | MS-DOS                    | Neo Software           | Desenvolupat conjuntament amb Invention             |
| 1996 | Spherical Worlds  | Amiga                     | Neo Software           | Desenvolupat conjuntament amb 4-Matted              |
| 1996 | Black Viper       | Amiga, Amiga CD32         | Neo Software           | Desenvolupat conjuntament amb Lightshock Software   |
| 1996 | Fightin' Spirit   | Amiga, Amiga CD32         | Neo Software           | Desenvolupat conjuntament amb Lightshock Software   |
| 1998 | Rent-a-Hero       | Windows                   | THQ, Magic Bytes       |                                                     |
| 1999 | Alien Nations     | Windows                   | JoWooD                 |                                                     |
| 2001 | The Sting!        | Windows                   | JoWooD                 |                                                     |
| 2001 | Max Payne         | Xbox                      | Rockstar Games         | Desenvolupament de port                             |

### Com a Rockstar Vienna
| Any  | Títol                              | Plataforma(es)                                    | Distribuïdor(s) | Notes                                          |
| ---- | ---------------------------------- | ------------------------------------------------- | --------------- | ---------------------------------------------- |
| 2003 | Max Payne 2: The Fall of Max Payne | PlayStation 2, Xbox                               | Rockstar Games  | Desenvolupament de port                        |
| 2003 | Grand Theft Auto III               | Xbox                                              | Rockstar Games  | Desenvolupament de port                        |
| 2003 | Grand Theft Auto: Vice City        | Xbox                                              | Rockstar Games  | Desenvolupament de port                        |
| 2007 | Manhunt 2                          | PlayStation 2, PlayStation Portable, Wii, Windows | Rockstar Games  | Desenvolupament finalitzat per Rockstar London |

### Cancel·lat
- Online Pirates / Pirates! Online